# 2010년 남키르기스스탄 민족분쟁
2010년 남키르기스스탄 민족분쟁(키르기스어: Ош коогалаңы, 우즈베크어: Qirgʻiziston janubidagi tartibsizliklar / Қирғизистон жанубидаги тартибсизликлар, 러시아어: Беспорядки на юге Киргизии)는 4월 7일 쿠르만베크 바키예브 전 대통령이 축출된 후 로 Osh 와 잘랄아바트 도시에서 키르기스스탄 남부에서 키르기즈 인과 우즈벡인 간의 충돌이었다. 그것은 2010년 키르기스스탄 혁명의 일부이다. 5월 19일 잘랄아바트 에서 키르기스스탄과 우즈벡 사이에 시작된 폭력은 6월 10일 오쉬에서 확대되었다.
폭력 사태가 확산되자 로자 오분타예바가 이끄는 러시아가 승인한 임시 정부는 상황을 통제하기 위해 6월 12일 비상사태를 선포했다. 우즈베키스탄은 초기에 제한된 군대의 침공을 시작했지만 철수하고 우즈베키스탄 난민들에게 국경을 개방했다. 이 충돌로 거의 420명이 사망했으며 대부분 우즈베키스탄인이었고 80,000명이 집을 잃었다.

## 배경

### 소비에트 시대
소련에서의 민족 구분(1917년~1930년대 중반) 이후 중앙아시아 사람들은 민족 형성 과정을 시작하면서 종교나 지역에 관한 것이 아니라 자신들을 '키르기스스탄', '카자흐스탄', '터키인'으로 정의하기 시작했다. 소련 민족학자들이 키르기스스탄으로 정의한 민족은 일반적으로 유목민족이고 우즈베키스탄인은 정체된 민족이다.

### 1990년 폭력
1990년 6월 오슈 시에서 키르기스스탄과 우즈베키스탄의 격렬한 토지 분쟁이 발발했다. 키르기스스탄 그룹은 주로 우즈베키스탄의 집단 농장을 그들에게 줄 것을 요구했다. 우즈베키스탄 활동가들은 반대했고 두 민족 그룹 간의 격렬한 충돌이 이어졌다. 키르기스스탄 집단이 주변 마을에서 올 때까지 우즈베키스탄인들이 우세했다. 비상사태와 외출금지령이 도입되면서 우즈베키스탄과 키르기스스탄 국경은 폐쇄됐다. 소련군은 폭력을 저지하기 위해 배치되었다. 주문은 8월이 되어서야 회복되었다. 사망자 수의 공식 추정치는 300명 이상에서 600명 이상이다. 비공식 숫자는 1000개 이상에 이른다.

### 반우즈벡 정서
키르기스스탄 남부에서는 우즈베키스탄인들이 지역 경제, 특히 무역과 서비스, 그리고 최근에는 농업에서도 매우 활발하게 활동하고 있다. 키르기스스탄 여론에서는 쿠딜전 보틸로프와 같은 우즈베키스탄의 부유한 지도자들이 이 경제적 영향력을 정치권력으로 바꾸려 하고 있으며 키르기스스탄에서 우즈베키스탄어 공식 지위를 요구하는 과격한 우즈베키스탄 민족주의와 키르기스스탄 의회에서 우즈베키스탄인만을 위한 많은 의석을 차지하려 하고 있다. 키르기스스탄인들은 또 우즈베키스탄인들이 가난한 키르기스스탄에 의해 부유해지고 있다고 생각해 언어적, 정치적 자치를 요구하는 키르기스스탄의 단결을 파괴하려 하고 있다.

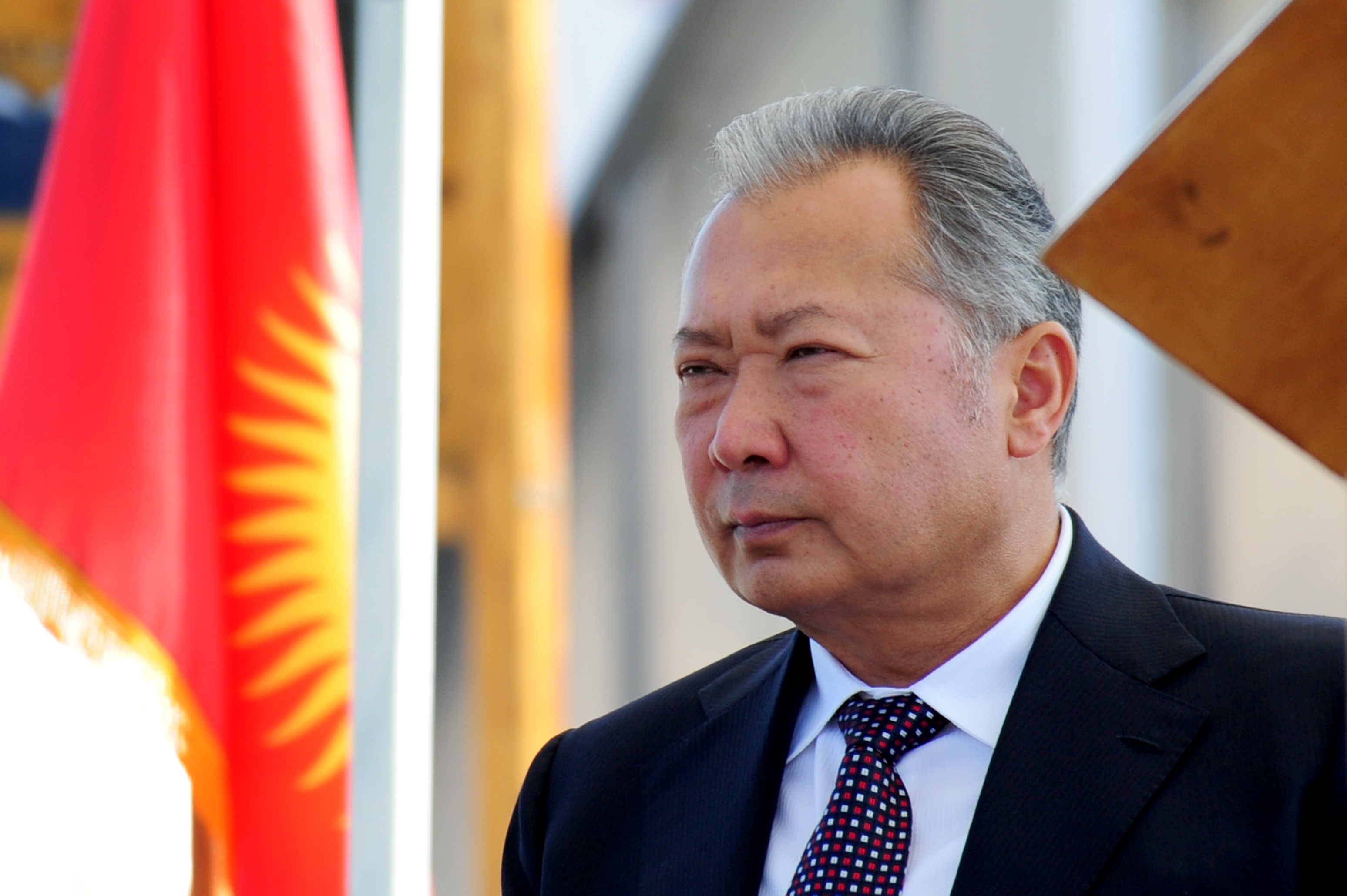
2009년 쿠르만베크 바키예프

동시에 키르기스스탄 도시들은 일자리나 영주권을 얻기 어려운 농촌지역에서 범죄조직에 연루될 가능성이 높은 젊은이들의 대량 유입을 받고 있다. 민족문제에 관한 결정은 정부 차원에서 이루어지지 않고 있다.그 존재 자체가 인정되지 않고, 또 사실상 모든 행정상 지위가 키르기스스탄 민족에 의해 유지되고 있기 때문이다.
많은 우즈베키스탄인들은 추방된 쿠르만벡 바키예프 대통령이 키르기스스탄 국민을 지지했다고 말한다. 남부의 많은 키르기스스탄인들은 바키예프가 쓰러진 후에도 그를 강력히 지지했다. 현재 바키예프(Курманбек Бакиев)는 벨라루스(Белару́сь)로 망명했다. 바키트 베시모프는 4월 7일 봉기 이후 과도정부가 키르기스스탄의 상황을 통제하지 못해 대혼란의 길을 열었다고 지적했다. 권력을 위한 무자비한 투쟁은 그에 의해 주요 원인으로 주목받았다.
많은 키르기즈인들은 그들의 주권이 그들의 이웃인 우즈베키스탄에 의해 위협받고 있다고 느끼고 있으며, 키르기스인 언론은 종종 우즈베키스탄이 해외에 있는 우즈베키스탄 사람들을 보호하고 싶어한다고 보도한다. 키르기스스탄은 우즈베키스탄이 일방적으로 장벽을 세운 국가와 오랫동안 분쟁 중인 국경을 가지고 있다. 우즈베키스탄 국가안보국 은 키르기스스탄에서 치명적인 정보작전을 수행하는 것으로 알려져 있으며, 우즈베키스탄의 전투적인 이슬람 운동으로부터의 침투에 대한 키르기즈인의 두려움도 있다.

### 가능한 선동자
일부 소식통은 처음에 폭동이 외부 세력에 의해 조직되었다고 주장했다. 이웃 타지키스탄 에서 온 것으로 추정되는 스키 마스크를 쓴 조직적인 총잡이 집단이 폭동을 촉발하기 위해 우즈벡인과 키르기즈인 모두에게 총을 쏘았다는 여러 보고가 있었다. 그러나 키르기스스탄 보안군 수장은 이러한 언론의 주장을 부인했다.

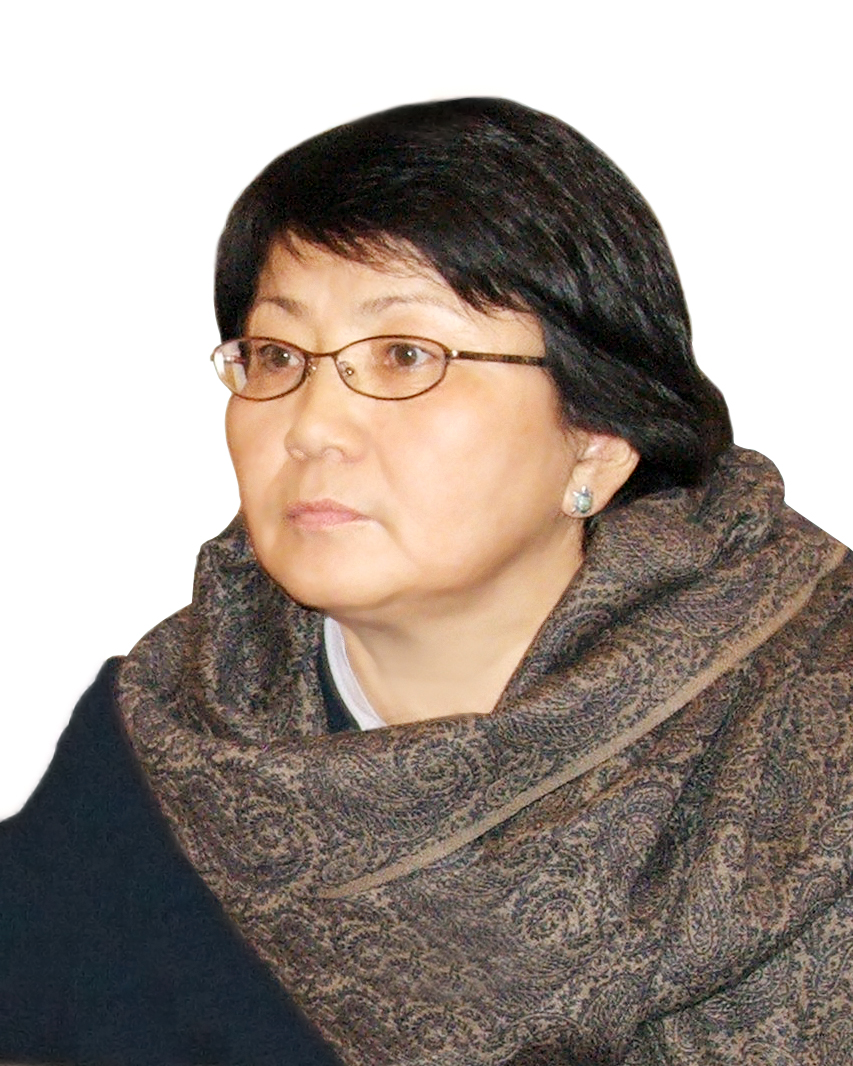
2008년 로자 오툰바예바

로자 오툰바예바(Roza Otunbayeva)가 이끄는 임시 키르기즈 정부는 쿠르만베크 바키예프(Kurmanbek Bakiyev) 전 대통령과 그의 인맥이 폭동의 배후에 있다고 주장했다.
일각에서는 러시아의 개입을 촉구하기도 했지만 크렘린궁은 임시정부의 요청에도 불구하고 군대 개입을 거부했다.
5월 14일 언론 매체는 공산당 지도자 이스하크 마살리예프 와 다른 정치인들 간의 도청 전화 대화를 방송했다. 그들은 키르기스스탄 남부에서 대규모 시위를 조직하는 것에 대해 논의했다. 사람들은 당시 키르기스스탄의 강력한 정치인이었던 Bakiyev의 고문 Usen Sydykov를 포함했다. 키르기스스탄 보안군은 두 사람을 체포했다. Masaliyev는 모스크바에서 방금 도착했다. 체포는 크렘린이 불안정을 일으키기 위해 노력하고 있다는 추측을 불러일으켰다.
5월에 러시아와 그 동맹국인 카자흐스탄 이 키르기스스탄의 이미지를 떨어뜨리기 위해 일관된 대중 매체 캠페인을 시작했다고 한 매체는 언급했다. 2010년 6월 14일 유라시아 전문가 Giorgi Kvelashvili는 모스크바의 행동이 더 큰 계산된 계획의 일부인 것처럼 보인다고 말했다.
국제기구는 6월 행사가 외부에서 조직되었다는 견해를 지지하지 않았다. Human Rights Watch에 따르면 "남부 키르기스스탄의 폭력 사태는 6월 10일 오슈 중심부에 있는 카지노에서 우즈벡인과 키르기스인 간의 사소한 싸움에 대응하여 많은 우즈벡인들이 모였을 때 시작되었다. 6월 10일 밤에 키르기즈인에 대한 몇 차례의 폭력적인 공격과 여러 건물에 불이 붙자 오쉬와 외부 마을에서 온 키르기즈인이 격분했고 수천 명이 도시로 몰려들었다."
우즈베키스탄은 러시아가 우즈베키스탄을 포함한 중앙아시아에 대한 세력을 강화하기 위해 이 행사를 이용하고 있다고 우려해야 했다. Stratfor 는 6월 13일에 "위기가 키르기스스탄 내부 비상사태에서 우즈베키스탄과 러시아 간의 대결로 옮겨갔다. 러시아는 지난 해에 중앙아시아 통합의 길에 있음을 입증했다. 이 중 우즈베키스탄은 통제하기 가장 힘든 고리가 될 수 있다.

## 발생
2010년 5월 말, 키르기스스탄 월경지의 우즈베키스탄 거주민 수백 명이 우즈베키스탄으로 향하는 주요 고속도로를 차단하고 차량 몇 대가 파손된 것으로 알려진 후 보안 강화를 요구했다. 그 후 우즈베키스탄은 제한된 군대와 경찰력을 영토에 배치했지만 6월 3일 철수했다.
대통령의 축출에 따른 정치적 혼란 동안 두나라 사이의 긴장이 고조되었다. 6월 10일 저녁 Osh에서 폭력 사태가 발생했다. 대부분의 기록에 따르면 젊은 우즈벡인과 키르기스인 사이의 카지노 분쟁은 폭력 사태의 분수령이었다. 두 그룹은 친구들에게 도움을 청했고 충돌은 밤새도록 계속되었다. 시골에서 온 키르기즈인 무리는 오쉬, 잘랄-아바드 및 기타 마을로 모여들어 서로의 이웃을 공격하기 위해 현지 키르기즈인과 우즈벡인 군중에 합류했다. 6월 11일부터 6월 14일까지 살인과 고문, 약탈, 집과 기업에 대한 방화 등이 있었다.

## 발발 과정
2010년 6월 9일에서 10일 사이에 오쉬 시에서 키르기즈인과 우즈베키스탄 소수민족 간의 폭동으로 최소 46명이 사망하고 637명이 부상을 입었으며, 그 중 다수가 심각한 부상을 입었다. 남부 도시에서 하루 종일 총성이 보고되었고 비상사태가 선포되면서 법과 질서를 회복하기 위해 군대가 배치되었다.
6월 12일, 키르기스스탄 임시 정부는 군대와 경찰이 통제력을 상실했다고 주장하면서 러시아에 민족 분쟁을 진압하는 데 도움을 줄 것을 요청했다. 모스크바는 위기가 키르기스스탄의 내부 문제이기 때문에 그 단계에 개입할 수 없다고 말했다. 러시아의 드미트리 A. 메드베데프와 후진타오 주석은 키르기스스탄 임시정부의 질서 회복을 지지하겠다고 밝혔다.
키르기스스탄 임시 정부는 민간 예비군의 부분 동원을 선언하는 법령을 통과시켰다. 6월 13일, 키르기즈 모집 사무소는 예비군 등록을 시작했다. 키르기스스탄 정부는 또한 보안군이 치명적인 무력 을 사용하고 사살할 수 있도록 승인했다.
6월 12일과 13일 국제적십자위원회는 악화되는 인도주의적 상황에 대해 깊은 우려를 표명하고 키르기스스탄 당국이 자국민을 보호하고 질서를 회복하며 법치 존중을 보장하기 위해 할 수 있는 모든 조치를 취할 것을 촉구했다.
6월 15일 아침, 알리크 오로조프(Alik Orozov) 국가안보이사회 의장은 남부지방의 상황을 "사람들이 미쳐서 서로 대치하고 있다. 통제불능이 된 상황, 그야말로 혼돈"이라고 말했다.
6월 16일 워싱턴 포스트는 잘랄-아바드에서 폭력 사태가 가라앉기 시작했다고 보도했다. 그러나 "주민들에게 무슨 일이 일어났는지, 즉 이웃들이 왜 그렇게 갑작스럽고 잔인하게 서로에게 등을 돌렸는지에 대해 질문했을 때 키르기즈인과 소수 민족인 우즈벡인 사이의 끓어오르는 분노가 빠르게 표면화되었고, 그 상황". 워싱턴 포스트는 또한 우즈베키스탄과 키르기스스탄 주민들이 폭력에 대해 서로를 비난한다고 보도했다. 키르기즈 군인과 경찰은 최악의 폭력 사태가 끝난 후 장애물을 설치하고 순찰을 시작했다.

## 피해자
충돌로 사망한 정확한 사람들의 수는 불확실하다. 2011년 1월 지역 전문가로 구성된 국가 위원회는 426명이 폭력으로 사망했으며 그중 우즈벡인 276명과 키르기즈인 105명을 보고했다. 비공식 소식통은 "수천"이 사망하고 수천 명이 부상했으며 수만 명의 난민이 발생했다고 보고했다. 당국이 폭력 사태 당시 병원에서 사망한 사람과 공식적으로 매장된 사람만 집계했기 때문에 이 수치는 공식 데이터보다 높다.
우즈벡 민족 공동체 소식통에 따르면 충돌이 오쉬보다 덜한 잘랄-아바드에서 최소 700명의 우즈벡 민족이 살해됐다. 현지 소식통에 따르면 오쉬에서는 1,526명에서 2,000명 이상 명이 포그롬으로 사망했다. Jalal-Abad의 주민들은 최소 2,000명이 사망했으며 공식 수치는 너무 낮다고 주장했다. Radio Free Europe/Radio Liberty의 우즈벡 판은 2010년 6월 16일에 충돌이 시작된 이래로 2,608명의 우즈벡인이 사망했다고 보도했다. 오쉬 시 주민들은 거리와 폐허에서 1,170명의 우즈벡인의 시신을 가져와 우즈벡 공동체 구성원들이 묻었다고 보고했다.
살인은 무시무시할 정도로 잔인하게 이루어졌다. 많은 희생자들이 강간을 당하고 산 채로 불에 탔다. 무장한 갱단은 부상자들이 응급처치를 받지 못하도록 막으려 했다. Jalal-Abad에서는 군중이 부상자들이 치료를 받고 있는 병원을 공격했다. 폭력은 지역 경찰과 군대의 방치로 촉진되었다. 또한 많은 소식통과 국제기구는 현지 군대가 민족 충돌과 약탈에 적극적으로 참여했다고 주장했다. 충돌 과정에서 최소 5명의 경찰이 사망한 것으로 알려졌다.
폭력으로 인해 수천 명의 사람들이 집을 떠났다. 유엔과 기타 국제기구에 따르면 400,000명의 난민이 포그롬으로 인해 집을 잃었고 111,000명 이상이 국경을 넘어 우즈베키스탄으로 피신했다.
현지 당국은 폭력에 대한 사진 및 비디오 증거를 수집하려던 다수의 우즈베키스탄 활동가들을 체포한 것으로 알려졌다.

## 키르기스스탄 보안군의 폭력 진압
많은 목격자와 국제기구는 키르기스스탄 당국이 포그롬에 손을 댄 것으로 의심하고 있다. Human Rights Watch는 폭력을 조사하고 "정의는 어디에 있까?"라는 제목의 보고서를 발표했다. 이 보고서는 제복을 입은 사람들이 장갑차에서 뛰어내려 반우즈벡 비방을 외치며 자동 무기를 발사하는 것을 직접 목격한 목격자들을 인용하면서 공격이 자발적이라는 주장에 심각하게 의문을 제기했다.
수십 명의 증인이 Human Rights Watch에 독립적으로 기술한 Cheremushki, Shait-Tepe, Shark 등의 Osh의 우즈베키스탄 지역에 대한 공격은 일관된 패턴을 보여주었다. 많은 설명에 따르면 군용 장갑차를 타고 위장복 을 입은 사람들이 먼저 동네에 들어와 우즈베키스탄 주민들이 세운 임시 바리케이드를 제거했다. 그 뒤를 이어 남은 주민들을 총으로 쏴 쫓아내고 약탈자 들의 길을 열어준 무장한 남자들이 뒤따랐다.
당국은 키르기즈 폭도들이 공격에 사용된 군복, 무기, 차량을 훔쳤다고 주장했다. 관찰자들은 이 주장이 사실이라면 우즈벡 민족과 그들의 재산을 공격하는 폭도들의 손에 들어가게 된 무기와 장비에 대한 군의 통제력 상실에 대해 별도의 질문을 제기할 것이라고 지적했다.

임시 정부는 키르기스스탄 남부의 보안군에 총살 권한을 부여했고, 이는 인권 단체들의 비난을 받았다. 임시 정부의 총살 명령은 많은 우즈베키스탄 민족을 무차별 살해하는 결과를 가져왔다. 다른 소식통은 폭력에 키르기즈 보안군의 손을 의심했다. 2011년 5월 3일, AP 통신은 "키르기스스탄 군대가 인종 유혈 사태에 연루됨"이라는 기사에서 민족 분쟁의 원인에 대한 국제 조사 결과 키르기스 보안군이 폭도들에게 무기를 나눠준 것은 폭력에 대한 군대의 공모를 나타낸다. Human Rights Watch는 또한 일부 정부군이 우즈베키스탄 지역에 대한 공격에 개입했다고 보고했다.
… 치안부대는 가해자의 민족성에 따라 폭력행위에 대한 대응이 달라 보여 우즈베키스탄 민족을 보호하지 못하는 이유가 수용능력뿐만이 아니라는 우려가 제기됐다. 치안 부대는 키르기스스탄 폭도들이 임박한 위협을 초래한다는 것이 밝혀진 후에도 우즈베키스탄이 초래하는 위험에 대처하는 데 자원을 집중하고 있는 것으로 보였다. 그리고 우즈베키스탄 사람들을 보호하기 위한 작전 수단이 있다고 해도 매우 제한적이었다.

경찰과 지방 당국은 Roza Otunbayeva가 이끄는 임시 정부의 완전한 무능의 증거로 간주되는 포그롬의 확산을 막지 못했다. 폭력 사태 동안 법과 질서를 확립하지 못한 키르기스스탄 정부는 유혈 충돌에 대해 외부 세력을 비난했지만 이러한 주장을 뒷받침할 증거는 제시하지 않았다.
6월 사건뿐만 아니라 그 여파에도 보안군에 의한 인권침해가 자행되었다. 폭력이 중단된 후 키르기스스탄 법 집행관은 자의적 체포, 구금자 학대, 주민들 구타 및 모욕, 어떤 경우에는 사람을 살해하기도 했다. 키르기즈 보안군은 불법 무기를 압수하기 위해 소탕 작전을 수행했다. 휴먼 라이츠 워치(Human Rights Watch) 및 국제 앰네스티( Amnesty International )와 같은 국제 기구에서 실시한 조사에 따르면 법 집행 기관은 주로 우즈베키스탄 지역에서 자의적인 급습을 실시했다.
휴먼 라이츠 워치는 수감자들의 석방을 위해 최대 10,000달러에 이르는 터무니없는 뇌물을 요구하는 경찰 관리들의 보고를 수십 건 받았다. 보안요원들은 수감자들의 가족을 풀어주거나 다른 사람들이 체포되는 것을 막기 위해 돈을 요구했다. 억류자의 압도적 다수는 우즈벡인이었다. 많은 수감자들이 부당한 대우를 받고 협박을 당했으며 잔인하게 구타당했다. 인권 단체들은 또한 보안군이 증거를 제시하고, 소총으로 사람들을 구타하고, 문서를 파괴하고, 소지품을 훔치고, 억류자들을 학대했다고 보고했다. "많은 사람들이 경찰이나 국가 안보 구금 상태에서 연락이 두절된 상태로 구타당하거나 범죄를 자백하도록 강요하거나 친척, 이웃, 고용주 또는 친구를 비난하기 위해 부당한 대우와 고문을 당했다고 보고했다." 키르기스스탄 보안군은 나리만 마을에서 39명을 다쳤고 이 중 2명은 병원에서 사망했다.
당국은 인종적 폭력과 관련하여 주로 우즈베키스탄인 고객을 대변하는 변호사를 괴롭히고 공격했다. 변호사들은 현지 당국이 고객을 돕는 것은 고사하고 고객을 만나는 것을 막았다고 보고했다. 관리들은 반복적으로 우즈벡 민족을 변호하는 변호사들을 모욕하고 위협했다.
대규모 폭력의 강도가 약해진 후 키르기스스탄 남부에서 민족적 동기를 가진 공격이 계속되었다. 당국은 공격을 막을 수 없거나 막을 의지가 없었기 때문에 공격을 거의 중단하지 않았다. 휴먼 라이츠 워치는 대부분 여성인 12명이 오쉬시 경찰서 앞에서 공격을 받고 잔인하게 구타당했으며 다수의 무장 경찰이 공격을 저지하기 위해 아무 조치도 취하지 않았다고 보고했다. 지방 당국은 구금 중 학대를 조사하지 않았다. 최고 군 검사는 인권적 측면에 나리만에서의 소탕 작전은 총격과 2명의 사망을 초래한 잔인한 구타를 포함한 법 집행 기관의 행동이 "합법적이고 적절"하다고 간주하기 때문에 조사되지 않을 것이라고 말했다.

## 여파

### 폭력의 여파로 인한 고문 및 자의적 체포

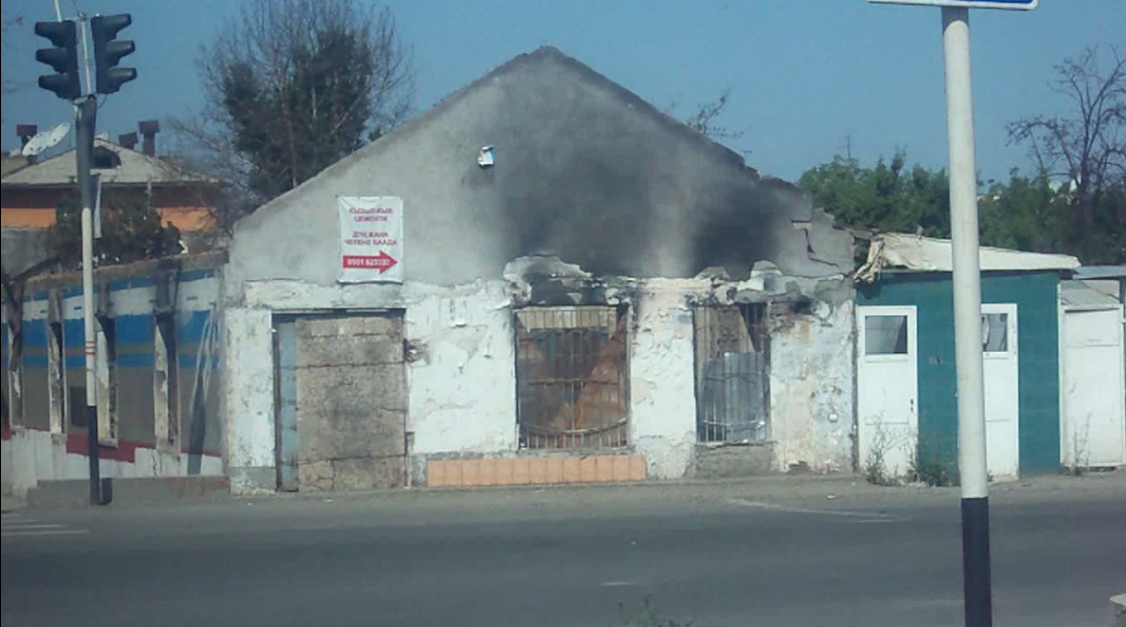
충돌 1년 후 오쉬의 불타버린 건물

남부 키르기스스탄의 폭력 사태 이후 재판에서 피고인의 대다수는 우즈벡 민족이었다. 2012년 초, 2010년 6월 폭력과 관련된 범죄로 구금 및 기소된 사람들의 77%가 우즈베키스탄인이었다. 이것은 우즈벡인들이 폭력을 시작했다는 키르기스스탄 정치계에서 널리 퍼진 이론을 영속시켰다.
언론인이자 인권 운동가인 Azimzhan Askarov를 포함하여 수십 명의 저명한 우즈벡 종교 및 지역 사회 지도자들이 폭동 이후 보안군에 의해 체포되었다. 여러 국제 인권 단체의 비판을 받은 재판에 이어 아스카로프는 대규모 소요, 민족적 증오 선동, 살인 공모 혐의로 기소되어 종신형을 선고받았다. 다양한 인권 단체들은 그와 그의 공동 피고인에 대한 혐의가 정치적 동기가 있다고 믿었다고 밝혔고 국제앰네스티는 아스카로프를 양심수로 지정했다.
2012년 3월 29일, 국제위기그룹 (ICG)은 보고서를 발표했는데, 우즈베크인과 키르기스인 사이의 민족적 긴장은 2010년 6월 이후 남부 키르기스스탄에서 주로 국가의 태만과 남부 지도자들의 반우즈베키스탄 정책으로 인해 계속 증가하고 있다. 보고서는 현재 남부의 피상적인 침묵이 성공의 신호가 아니라고 지적했다. ICG에 따르면 체계적인 조치를 취하지 않는 한 더 많은 폭력이 발생할 수 있으며 Melis Myrzakmatov 와 같은 가장 단호한 민족주의자도 우즈벡 소수 민족을 영원히 침묵하게 할 것 같다.
위기 그룹은 일반적인 생각과는 달리 남부 키르기스스탄의 폭력은 무자비하고 교육을 받지 못한 실직한 청년과 부패한 정치인에 의해서만 자행되는 비주류 현상이 아니라고 보고했다. 실제로는 어느 정도 교육을 받은 중산층 키르기스인조차 유화적인 태도를 보이지 않는다. 키르기스스탄 남부에서는 우즈베키스탄을 위험한 외부인으로 비난하는 견해에 도전하는 폭동에 대한 분석을 접할 수 있는 사람이 거의 없다. 남부 키르기스스탄의 교육받은 활동가와 전문가들은 우즈벡인들이 파멸을 자초했다고 믿고 있다. 남부 키르기스스탄에 거주하는 우즈베키스탄 민족에 대한 차별과 굴욕이 오랫동안 참을 수 없었다는 사실을 인정하는 키르기즈인은 거의 없다. 그들은 대부분 자동 소총인 무기가 어떻게 키르기즈 군중에게 배포되었고 장갑차가 저항 없이 항복한 후 우즈베키스탄 공동체에 대한 공격에 사용되었는지를 문서화한 독립 국제 조사 위원회의 보고서를 기각했다.
6월 사건 이후 우즈베키스탄 민족은 자의적 구금, 강탈, 고문을 당했다. 유엔 고문 특별보고관 후안 멘데즈( Juan Méndez )는 2011년 12월에 보고서를 발표했다.

### Melis Myrzakmatov의 민족주의 지도자로서의 출현
폭력 사태 이후 키르기스스탄 남부에 새로운 지도부가 등장했다. 공개적으로 민족주의자인 Osh 시장 Melis Myrzakmatov는 Bakiyev 지명자가 남부에서 저명한 정치인으로 부상했다. Myrzakmatov와 다른 남부 민족주의자들은 2010년 키르기스스탄 의회 선거 에서 120석 중 28석을 얻은 Ata-Zhurt 정당을 결성했다. 당은 처음에 새 헌법 을 철회하고 Bakiyev를 벨로루시에서 망명에서 되찾기 위해 캠페인을 벌였다.
Myrzakmatov는 급진적 민족주의 지도자이며 공공연하게 키르기스스탄 우선주의 정책을 지지했다. 그는 자신의 행동에서 수도인 비슈케크를 대체로 무시했다. 이러한 상황은 2011년 12월에 중립적인 북부인으로 추정되는 Almazbek Atambayev가 대통령으로 선출된 후에도 변하지 않았다. Atambayev 행정부의 고위 인사들은 남쪽의 긴장에 대해 실망감을 표명하지만 그곳 상황에 영향을 미칠 방법이 없다고 말했다.
2011년 말에 Myrzakmatov는 In Search of the Truth라는 제목의 책을 출판했다. The Osh Tragedy: Documents, Facts, Appeals, and Declarations (Russian: В поисках истины. Ошская трагедия: документы, factы, интервью, обращения и заявления ), 둘 다 키르기스어와 러시아어로 6월 이벤트. 이 책에서 그는 급진적인 반우즈베키스탄 접근 방식을 취하고 우즈베키스탄을 분리주의 집단으로 묘사했으며 비키르기스 민족이 그들의 미래 역할이 부하가 될 것임을 이해해야 할 필요성을 강조했다.
그의 책에서 Myrzakmatov는 남부 키르기스스탄의 사건에 대한 그의 견해가 출현했다.
2013년 12월 5일, 키르기스스탄 총리 잔토로 사티발디예프( Zhantoro Satybaldiyev )는 법령을 발표하고 미르자크마토프를 오쉬 시장에서 해임했다. 해임되었음에도 불구하고 Myrzakmatov는 2014년 1월 15일에 열린 새로운 시장 선거에 참여할 수 있었다. 그는 친대통령 후보 Aitmamat Kadyrbaev 에게 패배했다. Myrzakmatov의 해고와 선거 패배는 그의 지지자들의 대규모 항의를 불러일으켰다.

### 민족주의 정당 Ata-Zhurt의 부상
폭동의 우즈벡 측에 대한 미국, 우즈베키스탄, 러시아의 지원은 키르기스스탄에서 음모론을 부채질했다. 키르기즈 민족주의 정당인 Ata-Zhurt는 키르기스스탄 정부가 우즈벡과 같은 소수 민족들 사이에서 키르기스 언어와 문화에 대한 존중을 증진하지 못한 데서 민족적 불안을 부채질했다고 해석했다.

### 우즈벡 언어의 운명
민족 충돌의 여파로 키르기스스탄 당국은 공공 생활에서 우즈베크어를 제거하기 위한 조치를 취했다. 우즈베키스탄 학교는 키르기스스탄 전역에서 키르기즈어로 전환하라는 압력을 받고 있다. 우즈베키스탄의 모든 표지판은 공공장소에서 제거되었으며 우즈베키스탄 TV와 라디오 채널은 폐쇄되었다.
Myrzakmatov의 지도 아래 Osh에는 2010년 6월 폭력 사태의 희생자들을 기리기 위해 종이 세워졌다. 키르기스스탄과 우즈벡 사이에 폭력이 발생했음에도 불구하고 종에는 우즈벡이 아닌 키르기스어, 러시아어, 영어 등 세 가지 언어로 평화를 촉구하는 비문이 새겨져 있다.

### 국제조사위원회

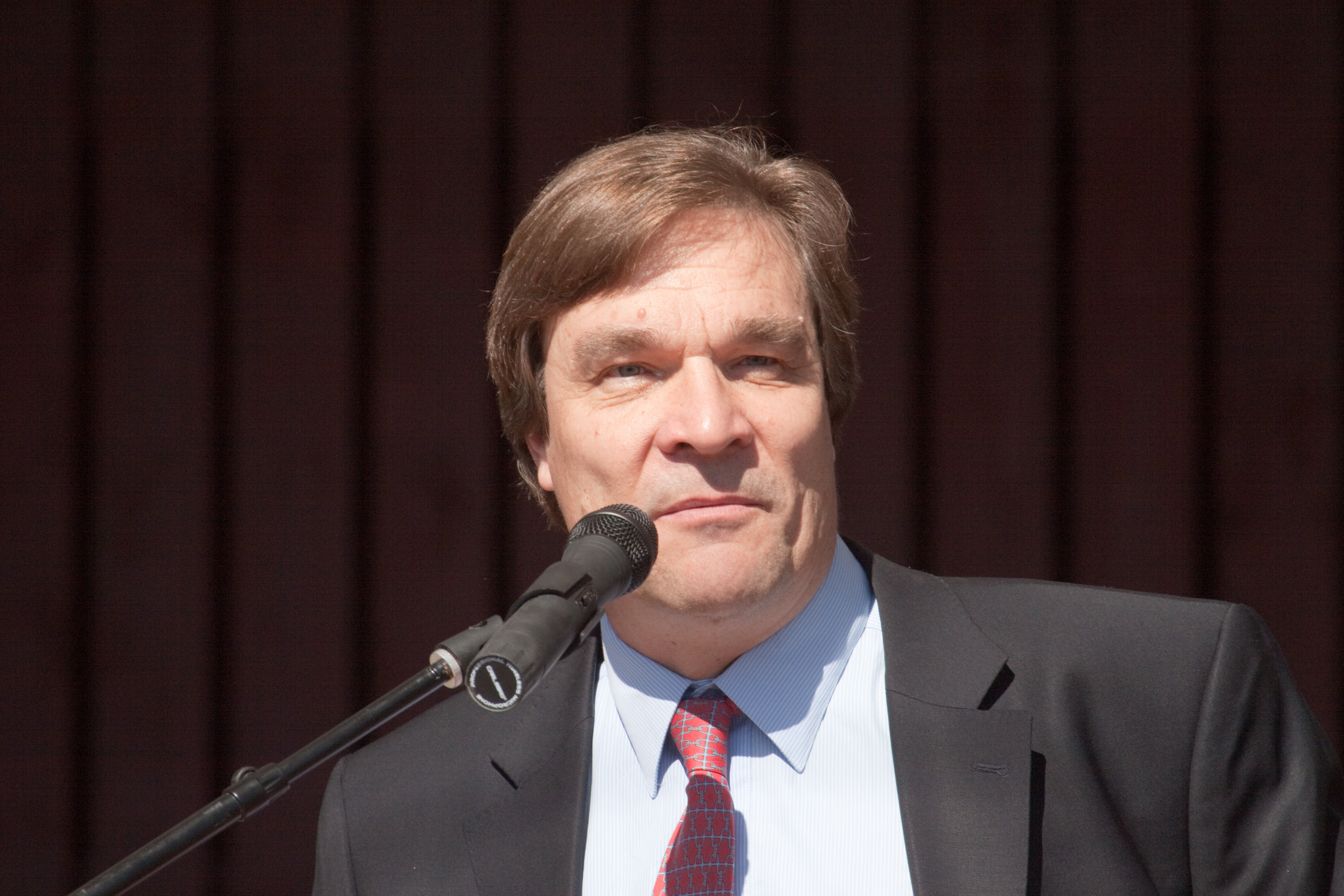
KIC의 조사 결과는 키르기스스탄 정부를 격분시켰고 키르기스스탄 의회 의원들은 위원회 의장인 Dr. Kimmo Kiljunen 을 자격이 없는 인물로 선언 했다.

키르기스스탄 정부의 요청에 따라 2010년 6월 남부 키르기스스탄 사건에 대한 독립적인 위원회가 구성되어 민족 충돌을 연구하고 보고했다. 독립적인 국제 조사 위원회 (KIC)는 독립적인 국제 조사를 위한 북유럽 국가의 이니셔티브에 의해 구성되었으며 키르기즈 공화국 대통령 Roza Otunbayeva의 승인을 받았다. KIC는 2011년 5월 초에 러시아어와 영어로 된 보고서를 발표했다. 이 보고서의 결과는 거의 750명의 증인과 700개의 문서, 약 5,000장의 사진 및 1,000개의 비디오 추출에 대한 인터뷰를 기반으로 한다. 위원회 패널에는 핀란드, 호주, 에스토니아, 프랑스, 러시아, 터키 및 영국의 저명한 7명의 회원이 포함되었다.
KIC는 심각한 국제법 위반을 발견했으며 그 중 일부는 인도에 반하는 범죄에 해당할 수 있다고 보고했다. 보고서는 오툰바예바가 이끄는 과도정부가 폭력을 예방하고 중지하는 데 있어 "부적절하고 결단력이 없다"고 비판했다. KIC는 대부분 자동 소총인 무기가 키르기즈 군중에게 배포되었고 장갑차가 저항 없이 항복했으며 나중에 우즈베키스탄 공동체에 대한 공격에 사용되었다고 언급했다.
KIC의 조사 결과는 키르기스스탄 정부와 키르기스스탄 의회 의원들을 격분시키고 경악하게 만들었다. 키르기즈 의회 의원들은 유럽안보협력기구 (OECD) 킴모 킬주넨( Kimmo Kiljunen ) 위원회 위원장을 중앙아시아 특별대표로 선언 했다.

KIC는 국제법에 따라 위반 사항을 확인하고 다음과 같이 보고했다.
"6월 폭력은 전쟁범죄나 대량학살 모두에 해당하지 않는다는 게 KIC의 견해다. 그러나 "마하라스"에 대한 특정 공격 동안 행해진 몇몇 행위의 증거가 우즈베키스탄의 전통적인 이웃 지역을 지칭하는 말이라면, 6월 11일, 12일, 13일 오션의는 합리적인 의심을 넘어 법정에서 증명된 것이다. 이들은 살인, 강간, 기타 형태의 성폭력, 신체적 폭력(또 하나의 비인도적 행위로서), 민족적 근거에 의한 특정 가능한 집단에 대한 박해이다."

KIC는 보안군이 적절하게 지시되고 배치되었다면 폭력이 예방되거나 중지되었을 것이라고 말했다. "보안군 구성원이 장비를 보호하지 못하는 것은 직간접적으로 사건 공모에 대한 의문을 제기한다. 또한 일부 군대 구성원은 마할라에 대한 일부 공격에 연루된다." KIC는 키르기스스탄이 민족주의와 민족적 배타성에 대해 강력한 입장을 취할 것을 권고했다. 또한 보고서의 권고 사항을 이행하기 위한 진실화해위원회의 설립과 국제적인 후속 조치를 촉구했다.

## 화해 노력
민족분쟁 이후 OSCE, UN, USAID 등 몇몇 국제기구와 NGO들은 키르기스스탄 남부의 피해지역에서의 화해 노력을 지원하고 있다.

### 커뮤니티 보안 이니셔티브
2010년 11월 OSCE는 CSI( Community Security Initiative ) 프로젝트를 통해 키르기스스탄 경찰의 활동을 지원하기 시작했다. CSI의 주요 목표는 "경찰의 인권에 대한 존중과 보호를 강화하고 다민족 경찰 활동을 촉진하는 것을 포함하여 법 집행 기관과 지역 사회 간의 신뢰를 구축하는 것"이었다.
CSI는 OSCE의 경찰 개혁 프로그램 및 HCNM( High Commissioner on National Minorities )과 협력했다. 이 프로젝트는 또한 옴부즈맨, 검찰총장, 교도소, 내무부, 법무부, 보건부를 포함한 키르기스스탄의 많은 국가 당국과 협력했다. 이 프로젝트는 2015년 12월 11일에 공식적으로 종료되었다.

## 같이 보기
- 안디잔 학살